# Philipp Christfeld
Johann Philipp Christfeld fue un pintor alemán de porcelana nacido en Frankenthal en 1796 o 1797 y muerto en Múnich el 6 de enero de 1874).
Se ha descubierto que vivió en Lerchen Straße 42 en Múnich alrededor de 1850.